# SC Korb
Der Sport-Club Korb e. V. ist ein 1971 gegründeter Sportverein aus der baden-württembergischen Gemeinde Korb. Er bietet die Sportarten Aikidō, Fechten, Fußball, Handball, Radsport, Ringen, Schwimmen, Tischtennis, Turnen und Volleyball an.

## Handball
Überregional bekannt ist der Verein durch seine Handballabteilung, deren Frauenmannschaft 2015 durch den Gewinn der Meisterschaft in der Oberliga Baden-Württemberg der Aufstieg in die 3. Liga gelang, wo sie ab der Saison 2015/16 in der Südstaffel spielte. 2017 stieg die Damenmannschaft in die 2. Bundesliga auf. In der Saison 2017/18 bildete der SC Korb mit dem VfL Waiblingen Handball eine Spielgemeinschaft, die unter den Namen FSG Waiblingen/Korb antrat. Seit der Saison 2018/19 tritt die Mannschaft als VfL Waiblingen in der 2. Bundesliga an.

## Fußball
Die Herren des SC Korb spielen in der Bezirksliga. Von 1988 bis 1990 war der spätere Bundesliga-Trainer Ralf Rangnick beim SC Korb tätig.

## Radsport
Der SC Korb unterhält am Hanweiler Sattel zwischen Korb und Winnenden-Hanweiler eine eigene Downhill-Strecke.
Seit 2023 wird die Strecke durch den Verein Shape and Ride betreut.

## Ringen
Die älteste Sportgruppierung in Korb sind zweifelsohne die Ringer. Begonnen mit dem Sportbetrieb wurde 1904. Die Eintragung im Vereinsregister erfolgte 1905 unter dem Namen AC Germania Korb. Mit der Fahnenweihe des Sportvereins Korb-Steinreinach entstand auch der Begriff „Korber Löwen“. Auf der Athletenfahne ist der biblische Kampf von Daniel in der Löwengrube zu sehen. Es folgte eine weitere Namensänderung, bis die Ringer über den VfL Korb dann wie alle Sportabteilungen eine Heimat im SC Korb fanden.
Quasi 100 Jahre musste man in Korb auf den ersten Deutschen Meister warten. 2014 in Berlin war Tim Oswald der Beste seiner Klasse (A-Jugend, 50 kg, Freistil). Die größten Erfolge für den Verein errang Yvonne Englich. Sie wurde mehrfach Deutsche Meisterin, schaffte dies allerdings nie für die Korber Löwen. Dennoch schenkte sie nach zahlreichen Podestplätzen beim ersten Titelgewinn die Goldmedaille ihrem „Heimtrainer“ Matthias Krohlas, der sie in all den Jahren – auch aus der Ferne – immer betreut und beraten hat.
Das große Ziel Olympiateilnahme konnte die „Spiderwoman“ nicht verwirklichen. Große Höhepunkte gab es in ihrer Laufbahn aber dennoch viele. Neben den internationalen Medaillen gehörte dazu sicher auch die gemeinsame Teilnahme mit ihrer Tochter Lotta bei den Hessenmeisterschaften 2015. Sie wagte nochmals ein Comeback, um bei den Deutschen Mannschaftsmeisterschaften in Korb letztmals auf die Matte zu gehen.
„Es endet, wo es begann“, waren ihre Worte. Und so wurde sie in ihrer Heimatgemeinde und ihrem Heimatverein unter großer Anteilnahme aller Anwesenden gebührend verabschiedet. Dem Team Württemberg verhalf sie außerdem zu Platz drei bei diesen Titelkämpfen. Zu dieser Erfolgsmannschaft gehörte auch die Vereinskameradin Tabea Trinkner. Der SC Korb hatte damit das Jubiläumsjahr „110 Jahre Ringen“ erfolgreich abgeschlossen.
Nicht ganz, denn die Ringersaison wurde mit einer Doppelmeisterschaft abgeschlossen: Aufstieg in die Verbandsliga und Landesklasse.